# Hololepis
Hololepis là một chi thực vật có hoa trong họ Cúc (Asteraceae).

## Loài
Chi Hololepis gồm các loài: